# 布賴恩·達布爾
布賴恩·達布爾（Brian Dabul，1984年2月24日—），出生于布宜诺斯艾利斯，是一位阿根廷男子職業網球運動員，他於2001年轉為職業球手。2012年，他因背部傷病正式宣佈退役。

## 外部連結
- 布賴恩·達布爾（英文/西班牙文）的官方資料
- 布賴恩·達布爾的國際網球總會 職業／青少年 官方資料（英文）
- 布賴恩·達布爾的官方資料（英文）